# Norrfjärden
Norrfjärden – miejscowość (tätort) w Szwecji, w regionie administracyjnym (län) Norrbotten, w gminie Piteå.
Według danych Szwedzkiego Urzędu Statystycznego liczba ludności wyniosła: 1562 (31 grudnia 2015), 1581 (31 grudnia 2018) i 1570 (31 grudnia 2019).